# S-nitrosotiol

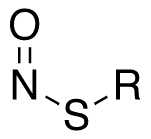
Estructura de un S-nitrosotiol. R denota cualquier grupo orgánico.

Los S-nitrosotioles, también conocidos como tionitritos, son compuestos orgánicos o grupos funcionales conteniendo un grupo nitroso unido al átomo de azufre de un tiol. Los S-nitrosotioles tienen la fórmula general RSNO, donde R denota cualquier grupo orgánico.
Los S-nitrosotioles han recibido mucha atenció en bioquímica, debido a que sirven como donantes del ion nitrosonio NO+, y el óxido nítrico y algunos derivados orgánicos de nitroso sirven como moléculas señaladoras en sistemas vivientes, especialmente en relación con la vasodilatación. Los glóbulos rojos, por ejemplo, liberan S-nitrosotioles en la corriente sanguínea bajo condiciones de bajo oxígeno, ocasionando que los vasos sanguíneos se dilaten.
La adición de un grupo nitroso a un átomo de azufre de un residuo de aminoácido de algunas proteínas es conocida como S-nitrosación, o S-nitrosilación. Éste es un proceso reversible, y una de las principales modificaciones posttraduccionales de las proteínas
Las proteínas S-nitrosadas (SNOs) sirven para transmitir la bioactividad del óxido nítrico (NO) y regular la función de la proteína a través de mecanismos análogos a la fosforilación: los donantes de NO apuntan a esquemas de aminoácidos específicos; la modificación posttraduccional conduce a cambios en la actividad de la proteína, interacciones de la proteína, o localización subcelular de las proteínas objetivo; todos los tipos principales de proteínas pueden sufrir S-nitrosilación; y las enzimas juegan un rol primario en la regulación de la S-nitrosilación. 
La actividad de la sintasa del óxido nítrico (NOS) conduce directamente a la formación de SNO. Las NOSs son hemoproteínas que combinan dominios catalíticos de reductasa y oxigenasa en un monómero para sintetizar NO a partir del átomo de nitrógeno terminal de la L-arginina en presencia de NADPH y O2. Las NOSs seleccionan residuos específicos de Cys para la S-nitrosilación. Las reacciones de S-nitrosilación del tiol y de transferencia de NO (reacciones de transnitrosación) están involucradas en prácticamente todos los tipos de señales de células, yendo desde la regulación de los canales iónicos y reacciones con proteína G, hasta la estimulación de receptores y activación de la proteína respiratoria nuclear.

## Estructura y reacciones
El prefijo S indica que el grupo NO está unido al azufre. El ángulo S-N-O se desvia fuertemente de 180°, porque el átomo de nitrógeno tiene un par libre de electrones.
Los S-nitrosotioles surgen de la condensación del ácido nitroso y un tiol:
RSH  +  HONO  →  RSNO  +  H2O
Existen muchos otros métodos para su síntesis. Pueden ser sintetizados a partir de tioles usando NaNO2/H+, N2O3, N2O4, ácido nitroso, NOCl, RONO, NO2, entre otros. Los más comúnmente usados son el NaNO2/H+ y el nitrito de tert-butilo (tBuONO).
Una vez formados, estos compuestos intensamente coloreados son térmicamente inestables con respecto a la formación de disulfuro y óxido nítrico:
2 RSNO → RSSR + 2 NO
Los S-nitrosotioles liberan iones NO+ al ser tratados con ácidos:
RSNO  +  H+  →  RSH  +  NO+
y pueden transferir grupos nitroso a otros tioles:
RSNO  +  R'SH  →  RSH  +  R'SNO

## Detección
Los S-nitrosotioles pueden ser detectados con espectroscopia UV-visible.

## Ejemplos
- S-Nitrosoglutatión (GSNO)
- S-Nitroso-N-acetilpenicilamina (SNAP)